# Língua ivatan
A língua Ivatan (Ibatan), também chamada Chirin nu Ibatan ("língua do povo Ivatan"), é uma língua Malaio-Polinésia falada nas ilhas Batanes, Filipinas e pelos filipinos de Taiwan
Embora as ilhas estejam mais próximas a Taiwan do que de Luzon, o Ivatan não é uma língua formosana, mas Batânica. O idioma das ilhas Babuyan é um dialeto. Babuyan foi despovoada pelos espanhóis e apenas repovoada no final da era espanhola com famílias da ilha Batan.

## Escrita e sons
A língua Ivatan usa o alfabeto latino com 5 vogais, 21 consoantes e 5 ditongos.
- Vogais: a, e, i, o, u
- Ditongos: aw, iw, ay, ey, oy
- Consoantes: b, ch, d, f, g, h, hh, j, k, l, m, n, ng, ny, p, r, s, t, v, w, y

## Amostra de texto
Provérbios Ivatan
- Arava u ryes an AB u su vinyedi.

Não há corrente que não se recupere.
- Tumuhutuhud makaysed a tachi.

As fezes que caíram são certeza de conforto.
- Ulungen mu ava u kakedkeran mu.

Não destrua a viga onde você está pendurado.
- Matakaw ava dimu u kasulivan.

Ninguém pode roubar seu conhecimento.
- Kanen mu ava u kakamay mu.

Não como seus próprios dedos.
- Arava u susuhan da su vahay a mapsek.

Ninguém queima a casa de um homem bom.
- Arava u mayet an namaes u ryes.

Não há homem forte quando o mar está em seu pior dia.
- Ipangudidi mu u mapya nanawu.

Leve com você um bom aprendizado, sempre tenha em mente um conselho sábio.
Nyeng mu a hukbiten ta isek ni tatumuk.
Segure cada oportunidade porque os percevejos podem levá-la e escondê-la sob o solo.

## Palavras e frases
- uve, ubi, sudi-Yam (hortaliça); cultivo básico
- sudi-taro
- wakay- batata doce
- bulyas-cebolas
- baka- vaca
- kaddin- cabra
- kayvayvanan - amizade; trabalho cooperativo de uma comunidade que começa com o sopro de uma pela de cachorro de animal (anatomia) | chifre chamado vodiadong
- payohoan- ajudando uns aos outros; clube de trabalho de adolescentes que alternam seus turnos
- paluwa; chinarem; Tataya- três barcos usados para pescar
- kabbata- lendas
- laji- poesia lírica | músicas folclóricas líricas
- kalusan canções de trabalho
- sisyavak - anedotas humorísticas : contos
- kabb-universidades
- pananahan - provérbio
- líder vachista
- mais- Milho | Milho
- palay - planta de arroz
- Dukay- grãos de mung germinados
- rakarakanen- legumes
- hags - um veado selvagem extinto
- Vulaw um bagu-javali
- tatus - caranguejos de coco
- lakasan- tops de tronco de madeira (bagagem) | troncos usados para guardar roupas e outros objetos de valor servem de bancada (móveis) | bancas
- mesa de jantar doce
- bangku- banco baixo (móveis) | bancada
- rahaung, camarilha - um depósito para equipamentos agrícolas maiores, como arados, grades, trenós, cartão de cardagem e o pólo empilhado de boi usado para limpar batatas doces e outras vinhas de campos preparados para re-cultivo
- vuyavuy - uma pequena Arecaceae-| palmeira geralmente em colinas costeiras de Batanes

Talugung - uma espécie de chapéu cônico tecido a partir de tiras feitas a partir de uma planta local chamada nini
- pasikin - pequenas cestas de bambu ou rattan usadas nas costas
- faca lukoy-bolo
- suhut-bainha de uma faca bolo
- suut, vakul- uma cobertura de cabeça e volta tecida das folhas descascadas da banana ou do vuyavuy
- cestas de aluguel
- batulinaw - um colar feito de glóbulos vazios (1½ cm de diâmetro) intercalados com pequenos pedaços de ouro em padrões florais e mantidos juntos por uma corda feita de fibra
- tamburin - um colar de todo o ouro cujas contas são menores e mais ornamentadas do que a batalha, e armaduras

brincos seseng, pamaaw, chingkakawayan, liyano, de pelo, dima s'bato, pitu s'bato, de perlas, bumbolya, karakol, pinatapatan- tradicionais que vêm do período espanhol
- angang-jarras
- dibang - peixe voador
- payi - lagosta
- arayu - dourado
- mataw - pescador de dourado
- tipuho - fruta-pão
- uhango - Pandanus amaryllifolius (planta pandan)
- tamidok - samambaia
- chayi - árvore
- fuligem - termo genérico referente ao povo Ivatan | Capa de chuva Ivatan feita a partir das folhas finamente despojadas da palmeira de palmeira de vuyavuy.
- vakul - fuligem da mulher, usado na cabeça.
- kanayi - o fuligem do homem, usado nos ombros.
- falowa - Ivatan boat | Ivatan - barco, agora geralmente motorizado, para 10-20 passageiros.
- tataya - Ivatan pessoas | Ivatan - carro com reboques gêmeos, para 2-4 passageiros.
- timban - igreja cristã | igreja
- vanuwa - porto
- avayat - um termo direcional largo usado para indicar o oeste, uma direção ocidental ou o lado ocidental.
- valugan - um longo termo direcional processado para indicar o leste, uma direção leste ou o lado leste.
- palek - vinho de cana-de-açúcar
- malisto- Wikt: rápido | rápido
- mawadi- wikt: lento | lento
- mavid- Beleza | belo
- kuman-comer
- minom-drink
- bapor, tataya  - barco
- taw-mar
- ranum-águar
- salawsaw- vento
- kayvan- amigo
- mahakay - homem
- mavakes- mulher

### Idiomas idiomáticos selecionados
- Mahmahma u vatu kan uhu naw.

As pedras são mais suaves do que a cabeça dele.
- Umsi ava su vahusa u kamates.

Os tomates não possuem berinjela.
- Tud da payramun u vinata naw.

Eles lavaram o rosto com o que ele disse.
- Inulay mu ta tya naydited u uhu na.

Deixe-o em paz porque a cabeça dele está emaranhada.

## Frases
- Olá - Kapian capa nu dios
- Como você está? - Ara ca mangu?
- Estou bem - Taytu aco a mapia
- Não estou bem - Ara coava mapia
- Obrigado - Dios mamajes
- Onde você vai? - Ngayan mo?
- Eu vou ... - Mangay aco du ...
- Onde é ___? - Ara dino si ___?
- Em frente - Direcho
- Quantos? - Manyi Pira?
- Quantos? - Pira?
- Bom - Mapia
- Não é bom - Mapia / Mavid ava
- Sim - Oon
- Eu quero ___ - Makey ako no ___
- Eu não quero - Makey aco ava
- Tenho um problema - Mian problema ko
- Não há problema - Arava o problema
- Boa sorte - Mapia palak
- Qual o seu nome? - Angu ngaran mo?
- Onde está a casa de ___? - Jino vahay da ___?
- Lá - Du nguya, du daw, dawr
- Aqui - Diaya
- Faminto-Mapteng
- Sedento - Ma-waw
- Cansado - Mavanah, chinagagan (sul), navanax
- Feliz-Masuyot, masaray
- Assobiar- Mamito, mihiñoxay (Itbayat)
- Soft-mahma, maxma e mayuxma (Itbayat)
- Sea-Taw, hawa (Itbayat)
- Ave-manumanok, kangkang (Itbayat)
- Perpendicular-maybatbat, mipatinu-nong (Itbayat)
- Mud-hetek, xetek (Itbayat)
- Sea-Taw, hawa (Itbayat)
- Ontem - Kakuyab
- Tarde - Makuyab
- Quando vamos? - Antin mangu ta mangay?
- Quando você vai cortar o cabelo? - Antin mangu ka mapagugud?

## Literatura

### Lendas
- Datu Tayong e Batbatan Otang
- Orayen e Pudalan
- A Origem da "Nato"
- A origem do povo de Sabtang
- A Legenda de Layin
- Os dois pescadores

### Canções
- Laganitan
- An Domana 'O' Vohan
- Taao Di Valogan
- Hapnit
- Ladji No Minasbang
- Didiwen

### Poemas
- Eu queria asas
- Reuniões
- Sozinho
- Guia-me, meu anjo da guarda